# Myrmica vandeli
Myrmica vandeli (лат.) — вид мелких муравьёв рода Myrmica (подсемейство мирмицины). Предположительно факультативный социальный паразит других муравьёв.

## Распространение
Европа. Спорадически обнаруживается в таких странах как Австрия,Великобритания (Англия и Уэльс), Германия, Румыния, Словакия, Франция, Чехия, Швеция, Швейцария, западная Украина (Закарпатская область), бывшая Югославия, а также — Болгария, Испания, Польша.

## Описание
Мелкие коричневые муравьи (около 5 мм) сходные с Myrmica scabrinodis, с длинными шипиками заднегруди. M. vandeli обладает несколькими «социально-паразитическими» признаками, такими как, редуцированные голенные шпоры средних и задних ног и волосатое тело, чем напоминает Myrmica bibikoffi и Myrmica hirsuta. У самцов длинный скапус усиков, а самки крупные (крупнее, чем у близких видов) и почти чёрные. С другой стороны, рабочие M. vandeli очень близки к Myrmica scabrinodis по форме груди и стебелька, размерам и форме лопасти на изгибе скапуса уиска, по форме лобных валиков и бороздок, но отличается более обильными отстоящими волосками по всему телу (петиоль с > 10, часто > 20 волосков vs. < 10, обычно ~ 8 волосков), менее грубыми почти прямыми продольными морщинками верхней части груди (vs. сильная бороздчатость и сетчатость у M. scabrinodis) и редуцированной скульптурой дорзальной поверхности петиоля и постпетиоля, и редуцированными голенными шпорами. Усики 12-члениковые, булава из 4 сегментов. Стебелёк между грудкой и брюшком состоит из двух члеников: петиолюса и постпетиолюса (последний четко отделен от брюшка), жало развито, куколки голые (без кокона). Петиоль с длинным передним стебельком. Брюшко гладкое и блестящее.
Обитают на открытых влажных полянах, лугах, болотах, часто сосуществуя вместе с Myrmica scabrinodis (предположительно факультативный социальный паразит этого вида). Муравейники обычно располагаются в моховых кочках, иногда под камнями. Семьи полигинные (с несколькими матками), включают до 1500 рабочих муравьёв.

## Систематика
Близок к комплексу видов Myrmica sabuleti из видовой группы Myrmica scabrinodis-group. Вид был впервые описан в 1920 году французским мирмекологом Ж. Бондруа (Jean Bondroit, 1882—1952) по самкам и самцам из Франции и назван в честь французского биолога профессора Альберта Ванделя (Prof. Albert Vandel; 1894—1980), собравшего типовую серию. Более 50 лет вид был известен только из типовой серии и лишь потом обнаружили касту рабочих и новые локалитеты.